# Driru
Driru, även känt som Biru (Tibetanska: འབྲི་རུ་རྫོང་,ནགས་ཤོད་འབྲི་རུ་རྫོང་། , Wylie: 'bri ru rdzong), är ett härad (dzong) som lyder under prefekturen Nakchu i Tibetregionen i sydvästra Kina. Driru är det mest tättbefolkade häradet i prefekturen Nakchu. Namnet betyder "kvinnlig yak". Något av de följande uttal kan övervägas vara korrekt enligt standardtibetanska: [bìru] ~ [pìru] (konventionellt skriven Biru på svenska) eller [ɖìru] ~ [ʈìru] (konventionellt Driru). 
Driru / Diru / Biru ligger i den sydvästra delen av den tidigare provinsen Kham. I öster ligger Chamdo och i väster finns Nagchu. Diru / Driru / Biru ligger vid den övre delen av floden Gyalmo Ngulchu (Salween). Driru gränsar till Sog som finns i nordväst och långt öster ut till häradet Pälbar och är omgiven av häradet Lhari ལྷ་ རི་ རྫོང་ i söder och långt norrut till häradet Nagchu.